# Giuseppe Terragni
Giuseppe Terragni (italien: [dʒuˈzɛppe terˈraɲɲi]; né le 18 avril 1904 à Meda, mort le 19 juillet 1943 à Côme) est un architecte italien pionnier du mouvement moderne en italie (rationalisme italien).
Son œuvre la plus célèbre est la Casa del Fascio construite à Côme, dans le nord de l’Italie, commencée en 1932 et achevée en 1936. Elle a été construite conformément aux principes du mouvement moderne et décorée de fresques de l’artiste abstrait Mario Radice. En 1938, à la demande du gouvernement fasciste de Mussolini, Terragni conçut le Danteum, monument non bâti, dédié au poète italien Dante Alighieri et structuré selon les divisions de La Divine Comédie.

## Biographie
« L'architecture, indice de civilisation, se dresse limpide, élémentaire, parfaite quand elle est l'expression d'un peuple qui sélectionne, observe et apprécie les résultats qui, retravaillés avec soin, révèlent les valeurs spirituelles universelles. » Giuseppe Terragni
Giuseppe Terragni est né dans une famille patricienne à Meda, en Lombardie. Il a fréquenté le collège technique de Côme, puis a étudié l'architecture à l'université polytechnique de Milan. En 1927, lui et son frère Attilio ouvrent une agence à Côme. Ils sont restés en activité jusqu'à la mort de Giuseppe pendant les années de guerre.
Pionnier du mouvement moderne en Italie, Terragni a produit certains de ses bâtiments les plus importants. Membre fondateur du « Gruppo 7 » qui publie en 1926 le manifeste du rationalisme italien, et grand rationaliste italien, Terragni s'est battu pour éloigner l'architecture du revivalisme néo-classique et néo-baroque.
Influencé par différents styles (rationalisme, futurisme et constructivisme), il crée des bâtiments où les vides et les pleins s’articulent avec une parfaite élégance.
Au cours d’une carrière qui n’a duré que 13 ans, Terragni a créé un ensemble de projets restreint mais remarquable ; la plupart de ces projets ont été construits à Côme, l'un des centres du mouvement moderne en Italie. Ces œuvres constituent le noyau du langage de l'architecture rationaliste ou moderniste italienne.
Terragni était également l'un des leaders du groupe artistique appelé "astrattisti comaschi" avec Mario Radice et Manlio Rho, l'un des événements les plus importants de l'art moderne italien. Il a également contribué à l'exposition de 1932 sur la révolution fasciste.
Son frère, Attilio, était le Podestà (maire sous le régime fasciste) de Côme lors de la commande de la Casa del Fascio, et son principal protecteur en architecture était l'une des maîtresses de Mussolini.
Son collaborateur Pietro Lingeri l'accompagna dans toute sa carrière et termina la dernière œuvre après la mort tragique de Terragni : incorporé dans l'armée italienne envoyée sur le front oriental où il est victime d'une dépression nerveuse consécutive à l’effondrement des troupes italiennes après la bataille de Stalingrad, il fut hospitalisé, d’abord à l’étranger, puis à Pavie après janvier 1943. Sa cause officielle de décès, le 19 juillet 1943, serait une embolie, mais l’hypothèse du suicide fut avancée.

## Le métier et les œuvres

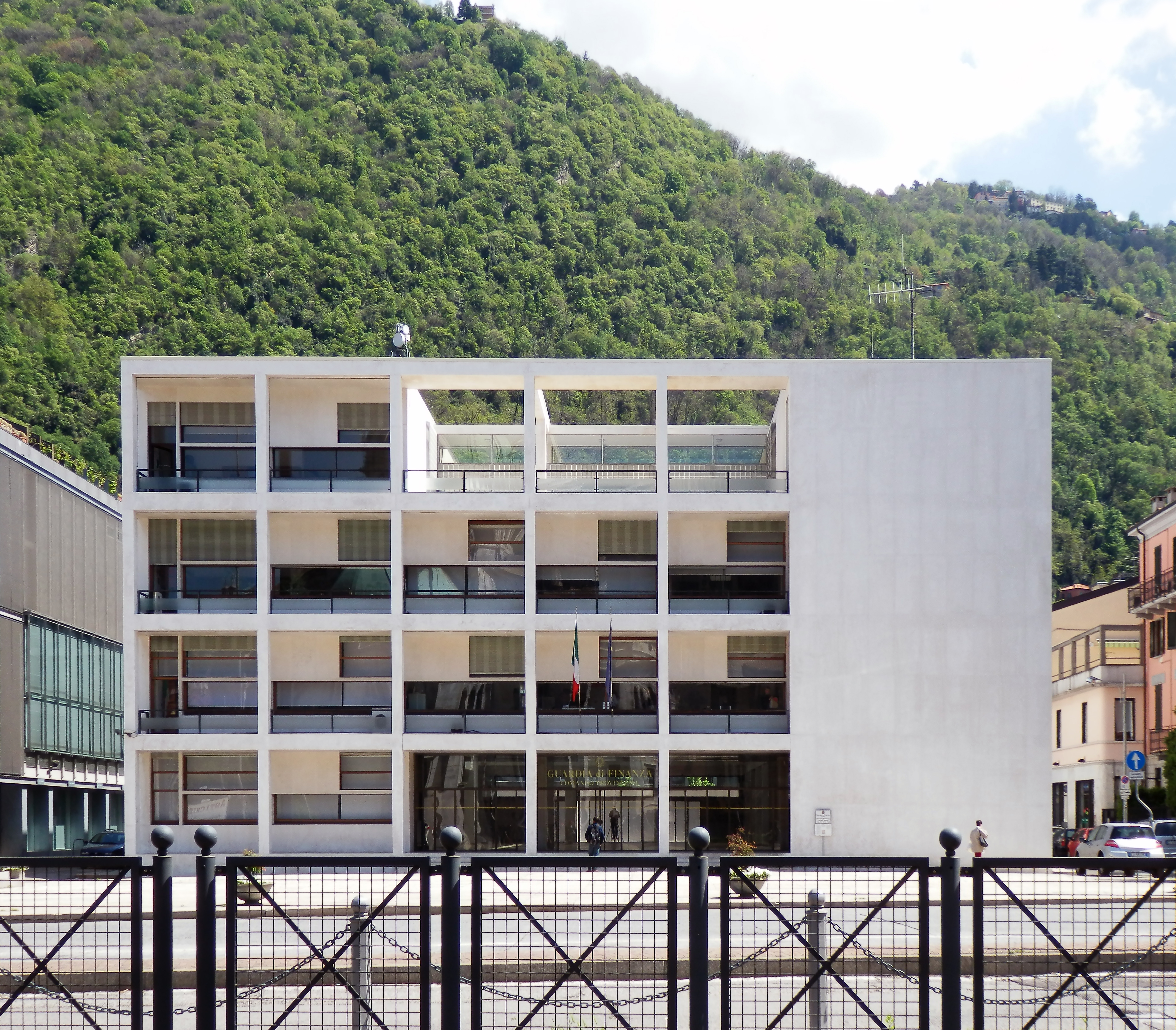
Casa del Fascio (Côme), 1932-1936.
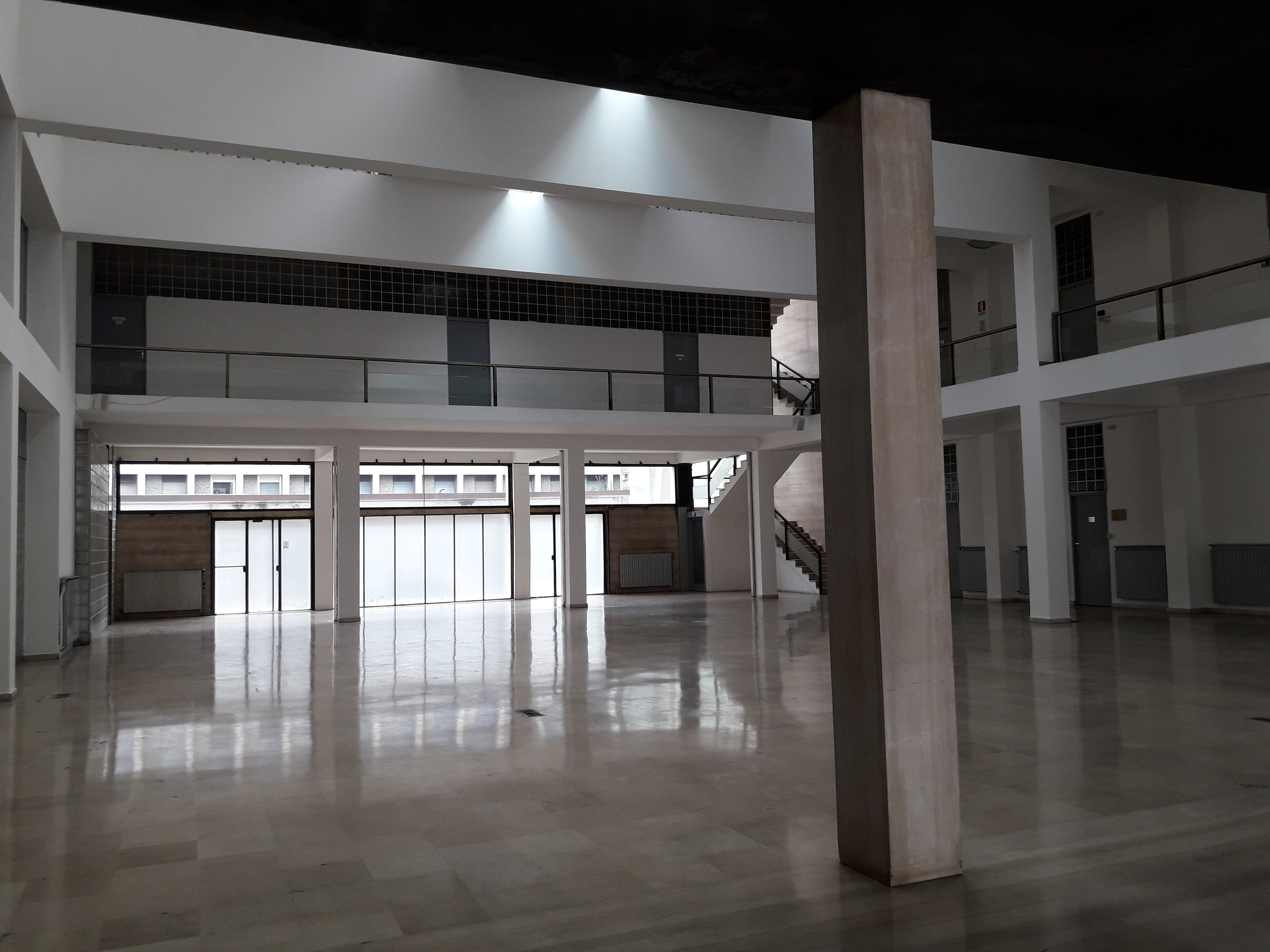
Vue intérieure de la Casa del Fascio
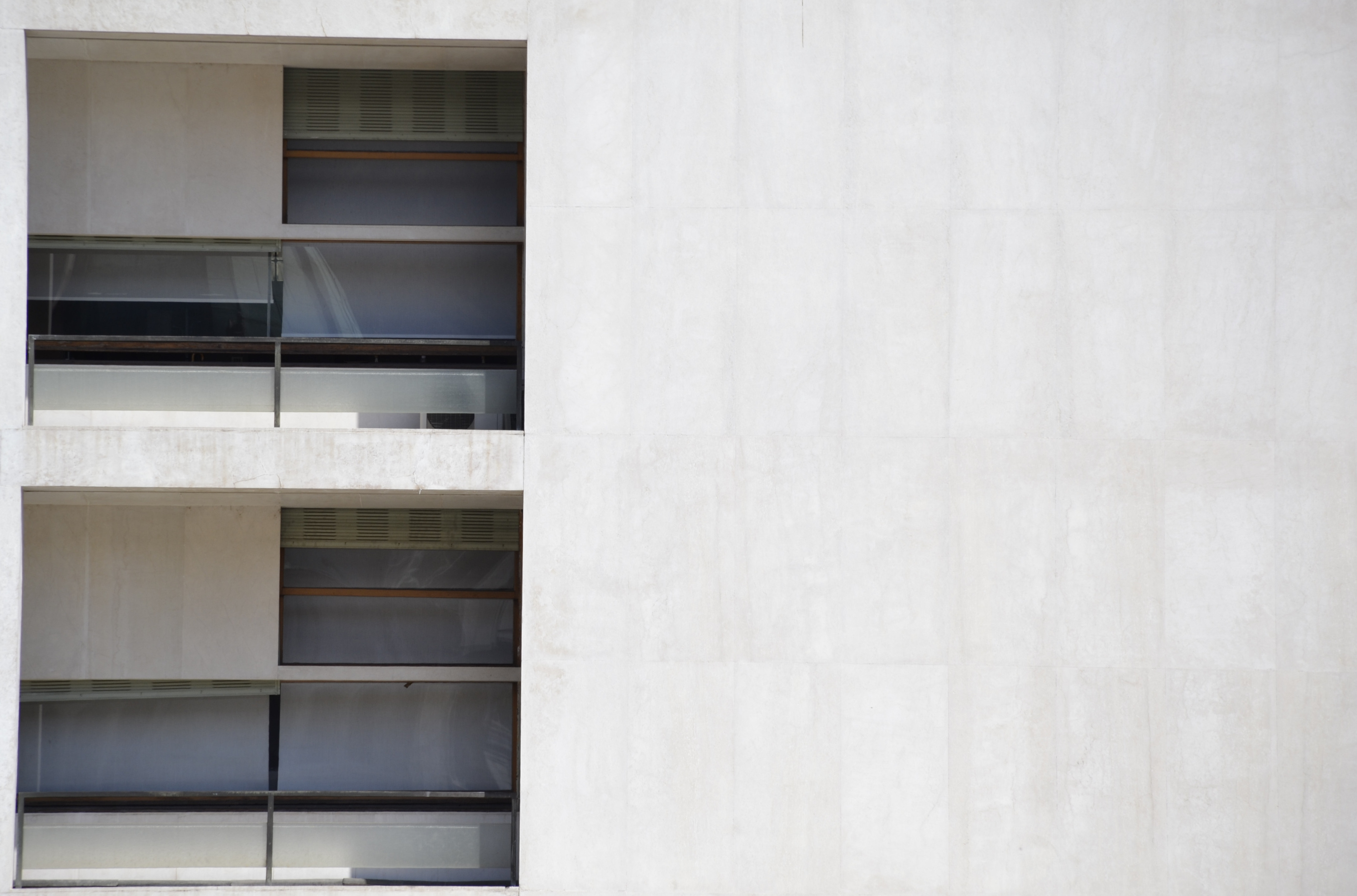
Détail façade
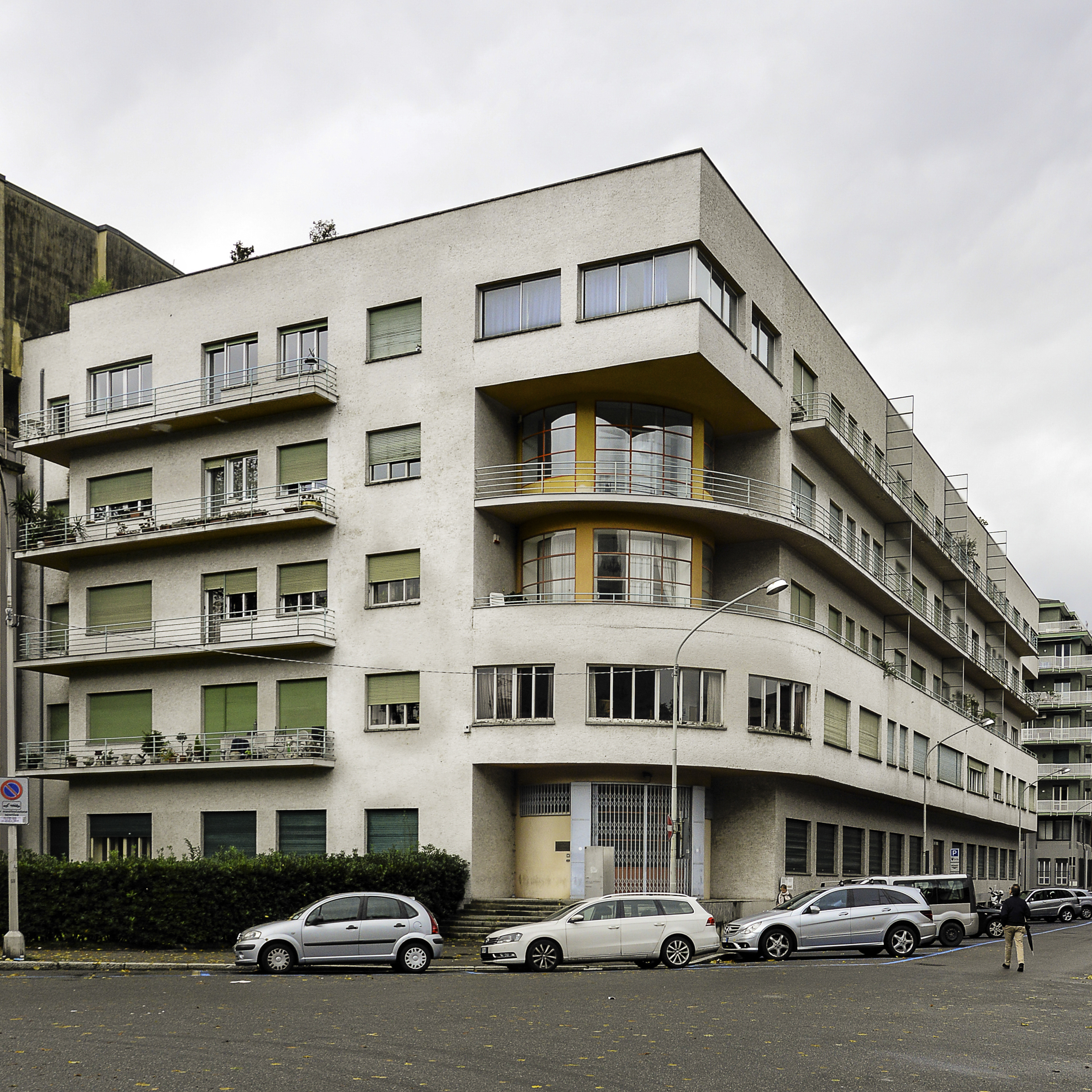
Immeuble à appartements "Novocomum" (Côme), 1928-1929

« Michelange et Borromini se déclaraient catholiques sincères et fervents, et Terragni se présente entièrement fasciste ; cependant, étant donné que le catholicisme et le fascisme auxquels ils croient sont imaginaires et en contredisent la réalité, leur action est subversive »Bruno Zevi
Avant d'obtenir son diplôme (1925-1926), il avait établi un projet pour la Villa G. Salbene à Côme, dans un style néo-médiéval. Il s’inspirait en partie de l’appel de 1880 de Camillo Boito qui avait indiqué à l’Italie démocratique un style inspiré des mœurs municipales du XIVe siècle. En 1926, avec Pietro Lingeri, il avait participé à un concours public pour une intervention dans la zone monumentale de Côme, entre la cathédrale, le Broletto et le clocher roman de l'église de San Giacomo.
Terragni  était depuis le début très conditionné par ce qui s'est passé en dehors de l'Italie. L'Allemagne, mais aussi l'Autriche, la France et les États-Unis ont été considérés par lui comme les berceaux du mouvement moderne. En fait, la bibliothèque d’études était bien fournie en publications, manuels et périodiques étrangers. Il est allé en Allemagne en 1927 et 1931.
En 1927, Terragni ouvre une agence à Côme avec son frère Attilio. Son premier travail consiste à rénover la façade de l'hôtel Metropole-Suisse. Parallèlement, il entame sa collaboration avec Luigi Zuccoli, en particulier l’étude de solutions pour l’immeuble à appartements "Novocomum" à Côme (1927-1929), premier édifice construit par Giuseppe Terragni. Le bâtiment a été construit illégalement. En fait, un projet néoclassique a été présenté mais le bâtiment construit se réfère à l'avant-garde européenne, il s’y mêle des éléments du langage expressionniste allemand et du constructivisme soviétique. Notamment le traitement de l’angle, qui utilise une solution proche de celle mise en œuvre par le structuraliste Ilya A. Golossov pour le cercle ouvrier de Zouïev, à Moscou. Ce bâtiment a suscité une forte controverse, la commission de la construction de la municipalité de Côme a ouvert une enquête pour déterminer si  « le bâtiment constituait un élément de défiguration ».
En 1928, il participe à l'exposition italienne d'architecture rationnelle à Rome, où il expose notamment le projet en construction du Novocomum.
Entre 1928 et 1932 fut construit le monument aux morts à Erba, que Terragni appelle lui-même le premier monument aux morts moderne construit en Italie. Dans le sanctuaire, se trouve un haut-relief de Lucio Fontana, ayant pour thème La Victoire, qui a été supprimé en 1936.
En 1932, commencent les travaux de la Casa del Fascio à Côme. Cette œuvre a été définie par Bruno Zevi comme une étape clé de l'architecture européenne moderne. C'est un prisme parfait dont la hauteur correspond à la moitié de la base. Le système est rigide, carré et prisme sont des canons du purisme corbuséen, mais dans ce cas le volume n’est pas placé sur pilotis et les façades ne sont pas libres par rapport à la trame structurelle, l’évidement de l’atrium et la percée vers le ciel assurent la transparence du bloc. La transparence est promue par Terragni qui déclare "dans l'étude de cette Casa del Fascio, prédomine la notion de visibilité, du contrôle instinctif établi entre le public et les membres de la Fédération", conformément aux exigences du régime qui souhaitait que l’édifice public soit une maison de verre, disponible et sans secret.
En 1933, Terragni ouvrit une agence à Milan avec Lingeri et ils construisirent ensemble cinq immeubles d'habitation. Avec Piero Bottoni, il a participé aux IVe CIAM où ont été formulés les principes publiés l'année suivante dans la Charte d'Athènes. Principes qui trouveront leur expression dans le CM8 (Como-Milano 8), un projet relatif au nouveau schéma d’urbanisme de Côme.
En 1936, l’école maternelle Sant'Elia, une architecture libre et joyeuse, caractérisée par de grands espaces lumineux et par le dialogue entre la trame structurelle et les volumes. L'intervention fait partie d’un programme social d'un jardin d'enfants capable de contribuer à libérer les femmes de la sujétion domestique et "de donner aux enfants un environnement sain et hygiénique, ouvert à la verdure, au jeu et à l'éducation. Pas dans les quartiers huppés, mais dans les quartiers ouvriers de Côme, à la périphérie". De plus, d’un point de vue technique et fonctionnel, offrant de grandes parois transparentes, de larges passages d’air et de lumière, le chauffage, une cuisine moderne et le mobilier susceptible d’être fabriqué en série. Enfin, un monument contemporain culminant dans l'interpénétration magistrale de la nature et de l'architecture, allant bien au-delà du rationalisme ».
En 1937, Terragni participa, avec Lingeri et Cattaneo, au concours du Palais des réceptions et congrès dans le cadre de l’E.42 (Exposition Universelle de Rome 1942), présentant un bâtiment très moderne marquant sa distance vis à vis du monumentalisme rampant de l'époque.

## Œuvres

### Projets construits
- Façade des deux premiers étages de l'hôtel 'Metropole Suisse' à Côme (1926-1927)
- Novocomum de Côme (1927-1929)
- Monument aux morts de la Première Guerre mondiale à Erba (CO) (1926-1932)
- Monument aux morts de Côme (1931 1932)
- Tomba Stecchini, Côme (1932)
- Salle O de l'exposition de la révolution fasciste à Rome (1932)
- Albergo Posta, Côme (1930 - 1935)
- Projet de villa avec quai, s.l. (1932)
- Tombe de Pirovano, Côme (1936)
- Casa del Fascio de Côme (1932-1936)
- Casa Rustici à Milan (1933-1935) dans le coll. avec Pietro Lingeri
- Villa Lempicka à Brienno (CO), (1933), non exécutée
- Maison Toninello à Milan (1933) dans coll. avec Pietro Lingeri
- Casa Ghiringhelli à Milan (1933 en coll. Avec Pietro Lingeri
- Maison de vacances sur le lac pour l'artiste (projet non réalisé pour la Ve Triennale de Milan, 1933), avec Cereghini, Dell'Acqua, Giussani, Lingeri, Mantero, Ortelli, Ponci, Radice et Nizzoli
- Monument à Roberto Sarfatti sur le plateau d'Asiago (1934)
- Casa Lavezzari à Milan (1934) dans coll. avec Pietro Lingeri
- Casa Rustici-Comolli à Milan (1935) dans le coll. avec Pietro Lingeri
- Villa pour la floriculture Bianchi à Rebbio (CO), 1935-1937
- Projet de villa sur le lac, s.l. 1936
- Salles du motonautisme et de l’aviron à l'exposition sportive nationale en collaboration avec Pietro Lingeri
- Palais Terragni à Lissone, anciennement Casa del Fascio, dans la région de la Brianza (1938-1940)
- Villa Bianca à Seveso (1936-1937)
- École maternelle Sant'Elia à Côme (1936-1937)
- Casa Pedraglio à Côme (1935-1937)
- Villa pour un fleuriste à Rebbio (1936-1937)
- Giuliani-Frigerio, immeuble d'appartements à Côme (1939-1942)

### Etudes et projets non réalisés

#### Projets présentés à la première exposition d'architecture rationnelle à Rome, 1928
- 1927, fonderie de tuyaux
- 1928, Atelier de production de gaz, Côme

#### Concours
- 1934, Concours pour le palais Littorio à Rome, dans coll. avec Antonio Carminati, Pietro Lingeri, Marcello Nizzoli, Mario Sironi, Luigi Vietti, Ernesto Saliva
- 1937-38, Palais des Congrès et réceptions, E.42, en collaboration. avec Cesare Cattaneo et Pietro Lingeri

#### Projets et études
- 1938, Danteum à Rome

## Témoignages
Témoignages sur Terragni sur sa façon de travailler en studio :
« En insérant des signes de paysage d'une importance particulière avec des crayons de couleur [...], il travaillait avec la cigarette entre les lèvres sur des feuilles éparpillées de cendres et de résidus de caoutchouc provenant des gommages que de temps en temps repoussaient avec un souffle sur les bords de la feuille. ou sur le chat qui était presque toujours couché sur les dossiers. » Luigi Zuccoli
« D'autres fois, on pouvait le voir arriver vêtu d'un manteau - son chat était toujours sur la table de travail, une table de travail en désordre - il déplaçait le chat, puis, à moitié assis, à moitié debout, il commençait à dessiner, à dessiner, à heure » Alberto Sartoris
« Giuseppe Terragni était en réalité un travailleur infatigable, qui creusait généralement dans la petite étude personnelle locale, la« cellule de conception ». où il a été enfermé pendant des heures en compagnie de son chat bien-aimé et inséparable; Dessiner continuellement et avec acharnement, superposer des idées sur des idées, des solutions à des solutions, un isolement qui ne s'est pas avoué et qui a permis des interruptions et des violations de la part de nous, collaborateurs. » Ico Parisi
« Il travaillait dans une petite pièce remplie de dessins et de livres, le chat marchant dans ses mains. Il travaillait souvent la nuit pour ne pas être dérangé; dans la matinée, il est resté au lit très tard, toujours avec son fidèle chat [apparemment, 'Battista'] étendu sur ses pieds. » Carlo Scalini
Alberto Sartoris sur le comportement de Terragni sur le site rapporte:
« Quand les parements de la façade ont été livrés, Terragni est arrivé tôt le matin: il a fait installer deux tréteaux, il regarde chaque parement, et, s’il y a un défaut, il l’éclate avec un marteau! "Parce que - dit-il - si je dis que ça ne va pas[…] le conducteur de travaux : « oui, oui, on ne le mettra pas! On le met de côté », mais dès que je tourne le dos, il le remet, et une fois mis en œuvre, il ne peut plus être enlevé, parce que les autres vont aussi... ". Il les brisa; il était fort et très strict; il avait raison: les architectes doivent être comme ça. »
Mario Radice propose cette évaluation de Terragni dans le contexte du mouvement moderne:
« Je n'ai plus rencontré personne après Terragni (même après Cattaneo), qui a réussi à vivre comme nous vivions, complètement séparé du monde du divertissement, du sport, des voyages, des vacances, du repos. On pensait, on ne parlait que d'art. »

## Liens
- Exposition Internationale du Rien